# Saint-Pierre-de-Rivière
Saint-Pierre-de-Rivière é uma comuna francesa na região administrativa de Occitânia, no departamento de Ariège. Estende-se por uma área de 2,35 km². Em 2010 a comuna tinha 689 habitantes (densidade: 293,2 hab./km²).